# Synpalamides orestes
Synpalamides orestes là một loài bướm đêm thuộc họ Castniidae. Nó được miêu tả bởi Walker năm 1854, và được tìm thấy ở Brasil.